# Scottie Lewis
Pour les articles homonymes, voir Lewis.
George Scott Lewis Jr., né le 12 mars 2000 dans l'arrondissement du Bronx à New York, est un joueur américain de basket-ball évoluant au poste d'arrière. Il mesure 1,93 m.

## Biographie

### Université
Après deux saisons avec les Gators de la Floride, il présente officiellement sa candidature pour la draft 2021 le 1er avril 2021.

### NBA
Il est choisi en 56e position par les Hornets de Charlotte lors de la draft 2021 de la NBA. 
En août 2021, il signe un contrat two-way en faveur des Hornets de Charlotte pour la saison à venir.

## Statistiques

### Universitaires
Les statistiques de Scottie Lewis en matchs universitaires sont les suivantes :
| Saison    | Équipe   | Matchs | Titul. | Min./m | % Tir | % 3pts | % LF | Rbds/m. | Pass/m. | Int/m. | Ctr/m. | Pts/m. |
| --------- | -------- | ------ | ------ | ------ | ----- | ------ | ---- | ------- | ------- | ------ | ------ | ------ |
| 2019-2020 | Florida  | 30     | 22     | 29,1   | 44,1  | 36,1   | 81,7 | 3,60    | 0,80    | 1,20   | 1,20   | 8,50   |
| 2020-2021 | Florida  | 21     | 9      | 25,6   | 44,5  | 31,8   | 67,3 | 3,10    | 1,50    | 1,60   | 1,00   | 7,90   |
| Carrière  | Carrière | 51     | 31     | 27,6   | 44,3  | 34,3   | 75,9 | 3,40    | 1,10    | 1,40   | 1,10   | 8,20   |

## Distinctions personnelles
- SEC All-Freshman Team (2020)
- McDonald's All-American (2019)